# 华人琴
华人琴（1925年—2002年），安徽嘉山人，中华人民共和国外交官，曾任中华人民共和国驻马耳他共和国特命全权大使。